# Emily Watson
Emily Margaret Watson (Londra, 14 gennaio 1967) è un'attrice britannica.
Nel 1997 riceve il plauso della critica per l'interpretazione della protagonista Bess McNeill nel film di Lars Von Trier Le onde del destino, per la quale riceve la sua prima candidatura al Premio Oscar come miglior attrice protagonista. Due anni più tardi, riceve la sua seconda candidatura nella medesima categoria per la sua performance in Hilary e Jackie di Anand Tucker. 
Nel 2019 recita nella miniserie Chernobyl della HBO, acclamata dalla critica e dal pubblico, e considerata da molti come uno dei migliori prodotti dell'anno. Per la sua performance riceve la sua prima candidatura agli Emmy Awards e una terza ai Golden Globe.

## Biografia
Nata a Londra, è figlia di un professore di architettura, Richard Watson, e di un'insegnante d'inglese, Katharine Venables. Dopo aver frequentato alcune scuole di recitazione, inizia una lunga gavetta che la porta a calcare i palcoscenici teatrali con la Royal Shakespeare Company, mantenendosi con i lavori più disparati, dalla segretaria alla cameriera.
Il suo debutto cinematografico risale al 1996 quando riceve critiche lusinghiere per la sua interpretazione ne Le onde del destino di Lars von Trier, dove recita insieme a Stellan Skarsgård. Questa interpretazione le frutterà la sua prima candidatura all'Oscar come miglior attrice, vinto quell'anno da Frances McDormand. Questa interpretazione è, secondo la rivista Première, al 18º posto delle cento più grandi interpretazioni di tutti i tempi (Première Magazine's 100 Greatest Performances of All Times). Recita poi al fianco di Daniel Day-Lewis in The Boxer. Viene candidata per la seconda volta all'Oscar nel 1999 per il film Hilary e Jackie, in cui interpreta Jacqueline du Pré, sempre come protagonista, quell'anno vinto da Gwyneth Paltrow. 
Dopo l'interesse ad Hollywood, negli anni seguenti recita in film indipendenti e in Le ceneri di Angela di Alan Parker e Gosford Park di Robert Altman, fino a lavorare per Paul Thomas Anderson in Ubriaco d'amore e nel prequel de Il silenzio degli innocenti, Red Dragon, tutto questo poco dopo aver rifiutato ruoli importanti come quello di Bridget Jones, affidato poi a Renée Zellweger, e quello di Amélie ne Il favoloso mondo di Amélie, affidato poi a Audrey Tautou.
Dopo essere tornata a Londra per lavorare nuovamente in teatro, recita nel film Tu chiamami Peter e presta la sua voce per il film di Tim Burton La sposa cadavere. Nel 2008 recita nel drammatico Un segreto tra di noi e nel film di Charlie Kaufman Synecdoche, New York. Nel 2009 è invece l'interprete di Viaggio nella vertigine, in cui veste i panni di Evgenija Ginzburg. Nel 2011 fa parte del cast di War Horse, diretto da Steven Spielberg, mentre nel 2013 recita in Storia di una ladra di libri. Nel 2019 recita nell'acclamata miniserie televisiva Chernobyl nel ruolo della dottoressa Ulana Khomyuk, grazie alla quale riceve la sua prima candidatura agli Emmy Awards e una ai Golden Globe come miglior attrice non protagonista in una miniserie televisiva, la terza della sua carriera.

## Vita privata
La Watson è sposata dal 1995 con l'attore Jack Waters, conosciuto alla Royal Shakespeare Company, la coppia ha due figli: Juliet (2005) e Dylan (2009).

## Filmografia

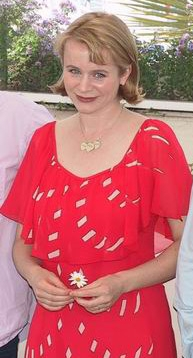
Emily Watson al Festival di Cannes 2002

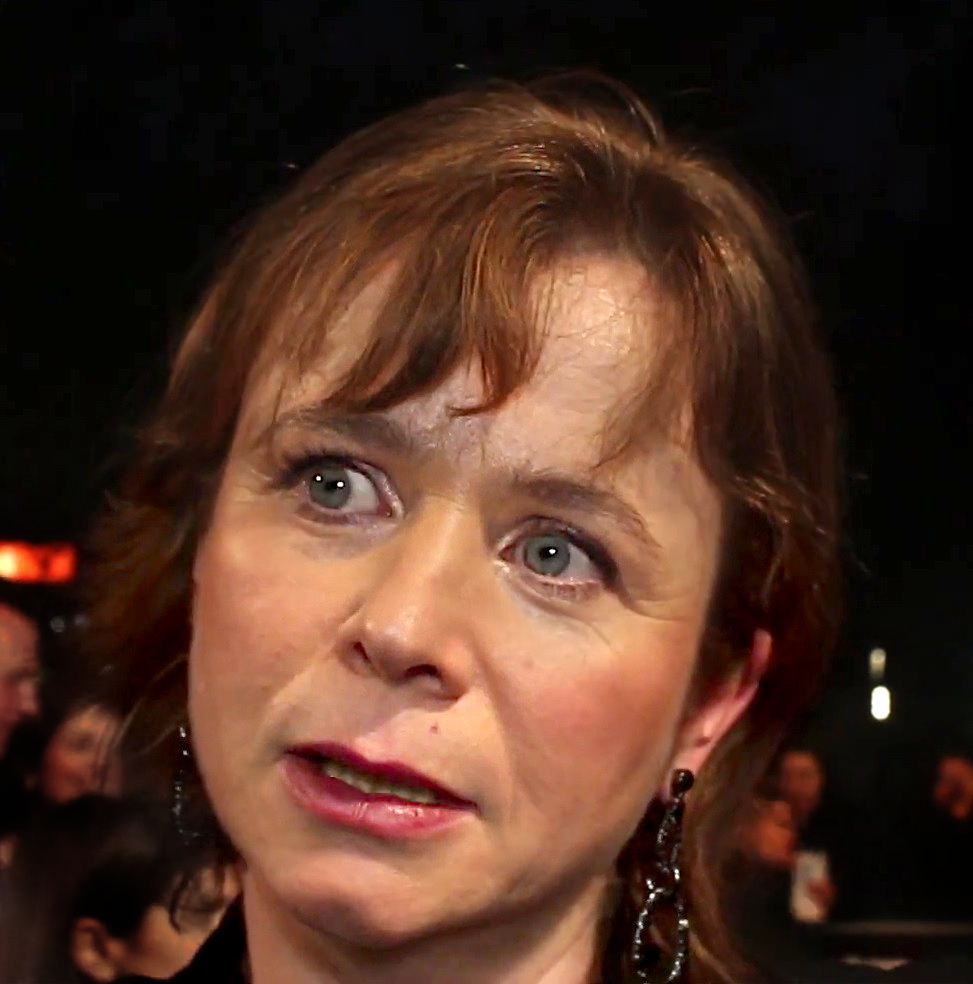
Watson alla première di Testament of Youth nel 2014

### Attrice

#### Cinema
- Le onde del destino (Breaking the Waves), regia di Lars von Trier (1996)
- Metroland, regia di Philip Saville (1997)
- The Boxer, regia di Jim Sheridan (1997)
- Hilary e Jackie (Hilary and Jackie), regia di Anand Tucker (1998)
- Il prezzo della libertà (Cradle Will Rock), regia di Tim Robbins (1999)
- Le ceneri di Angela (Angela's Ashes), regia di Alan Parker (1999)
- La partita - La difesa di Lužin (The Luzhin Defence), regia di Marleen Gorris (2000)
- Trixie, regia di Alan Rudolph (2000)
- Gosford Park, regia di Robert Altman (2001)
- Equilibrium, regia di Kurt Wimmer (2002)
- Ubriaco d'amore (Punch-Drunk Love), regia di Paul Thomas Anderson (2002)
- Red Dragon, regia di Brett Ratner (2002)
- Tu chiamami Peter (The Life and Death of Peter Sellers), regia di Stephen Hopkins (2004)
- La proposta (The Proposition), regia di John Hillcoat (2005)
- Un giorno per sbaglio (Separate Lies), regia di Julian Fellowes (2005)
- Miss Potter, regia di Chris Noonan (2006)
- The Water Horse - La leggenda degli abissi (The Water Horse: Legend of the Deep), regia di Jay Russell (2007)
- Un segreto tra di noi (Fireflies in the Garden), regia di Dennis Lee (2008)
- Synecdoche, New York, regia di Charlie Kaufman (2008)
- Viaggio nella vertigine (Within the Whirlwind), regia di Marleen Gorris (2009)
- L'ordine naturale dei sogni (Cemetery Junction), regia di Ricky Gervais e Stephen Merchant (2010)
- War Horse, regia di Steven Spielberg (2011)
- Oranges and Sunshine, regia di Jim Loach (2011)
- Anna Karenina, regia di Joe Wright (2012)
- Storia di una ladra di libri (The Book Thief), regia di Brian Percival (2013)
- La ragazza del dipinto (Belle), regia di Amma Asante (2013)
- La teoria del tutto (The Theory of Everything), regia di James Marsh (2014)
- Testament of Youth, regia di James Kent (2014)
- Little Boy, regia di Alejandro Gómez Monteverde (2015)
- Everest, regia di Baltasar Kormákur (2015)
- Una notte con la regina (A Royal Night Out), regia di Julian Jarrold (2015)
- Molly Moon e l'incredibile libro dell'ipnotismo, regia di Christopher N. Rowley (2015)
- Kingsman - Il cerchio d'oro (Kingsman: The Golden Circle), regia di Matthew Vaughn (2017)
- Chesil Beach - Il segreto di una notte (On Chesil Beach), regia di Dominic Cooke (2017)
- The Happy Prince - L'ultimo ritratto di Oscar Wilde (The Happy Prince), regia di Rupert Everett (2018)
- Creature di Dio (God's Creatures), regia di Saela Davis e Anna Rose Holmer (2022)
- Piccole cose come queste (Small Things Like These), regia di Tim Mielants (2024)
- The Legend of Ochi, regia di Isaiah Saxon (2025)
- Steve, regia di Tim Mielants (2025)

#### Televisione
- La figlia del silenzio (The Memory Keeper's Daughter), regia di Mick Jackson – film TV (2008)
- Appropriate Adult – miniserie TV, 2 puntate (2011)
- The Politician's Husband – miniserie TV, 3 puntate (2013)
- Marilyn - La vita segreta (The Secret Life of Marilyn Monroe) – miniserie TV, 2 puntate (2015)
- The Dresser, regia di Richard Eyre – film TV (2015)
- A Song for Jenny, regia di Brian Percival – film TV (2015)
- Apple Tree Yard - In un vicolo cieco (Apple Tree Yard) – miniserie TV, 4 puntate (2017)
- Genius – serie TV, 4 episodi (2017)
- Piccole donne (Little Women) – miniserie TV, 3 puntate (2017)
- King Lear, regia di Richard Eyre – film TV (2018)
- Chernobyl – miniserie TV, 4 puntate (2019)
- The Third Day – miniserie TV, 6 puntate (2020)
- Dune: Prophecy – serie TV (2024)

### Doppiatrice
- Gaya (Back to Gaya) (2004)
- La sposa cadavere (Corpse Bride) (2005)
- Monster Family (Monster Family) (2017)
- Monster Family 2 (Monster Family 2: Nobody's Perfect) (2021)

## Riconoscimenti
- Premio Oscar
  - 1997 – Candidatura alla miglior attrice protagonista per Le onde del destino
  - 1999 – Candidatura alla miglior attrice protagonista per Hilary e Jackie

- Golden Globe
  - 1997 – Candidatura alla miglior attrice in un film drammatico per Le onde del destino
  - 1999 – Candidatura alla miglior attrice in un film drammatico per Hilary e Jackie
  - 2019 – Candidatura alla miglior attrice non protagonista in una serie per Chernobyl

- Premio Emmy
  - 2019 – Candidatura alla miglior attrice non protagonista in una miniserie o film per Chernobyl
- Orso d'argento
  - 2024 – Miglior interpretazione da non protagonista per Small Things Like These

## Doppiatrici italiane
Nelle versioni in italiano delle opere in cui ha recitato, Emily Watson è stata doppiata da:
- Chiara Colizzi ne Le onde del destino, Metroland, The Boxer, Hilary e Jackie, Il prezzo della libertà, Le ceneri di Angela, Gosford Park, Red Dragon, Tu chiamami Peter, Miss Potter, The Water Horse - La leggenda degli abissi, Un segreto tra di noi, Synecdoche, New York, Viaggio nella vertigine, War Horse, Anna Karenina, Storia di una ladra di libri, La ragazza del dipinto, Testament of Youth, Little Boy, Una notte con la regina, Kingsman - Il cerchio d'oro, Chesil Beach - Il segreto di una notte, Apple Tree Yard - In un vicolo cieco, Genius, Piccole donne, The Happy Prince - L'ultimo ritratto di Oscar Wilde, Chernobyl, The Third Day, Creature di Dio, Piccole cose come queste, Dune: Prophecy, The Legend of Ochi
- Eleonora De Angelis in Equilibrium, La proposta
- Tiziana Avarista in L'ordine naturale dei sogni, Everest
- Marina Massironi in Trixie
- Ilaria Stagni in Ubriaco d'amore
- Daniela Calò in Un giorno per sbaglio
- Rachele Paolelli in Dolf e la crociata dei bambini
- Ada Maria Serra Zanetti ne La teoria del tutto
- Deborah Ciccorelli in King Lear

Da doppiatrice è sostituita da:
- Natalia Estrada in Gaya
- Francesca Fiorentini ne La sposa cadavere
- Carmen Consoli in Monster Family
- Emanuela D'Amico in Monster Family 2